# Smithfield (Ohio)
Smithfield es una villa ubicada en el condado de Jefferson en el estado estadounidense de Ohio. En el Censo de 2010 tenía una población de 869 habitantes y una densidad poblacional de 355,05 personas por km².

## Geografía
Smithfield se encuentra ubicada en las coordenadas 40°16′18″N 80°46′38″O / 40.27167, -80.77722. Según la Oficina del Censo de los Estados Unidos, Smithfield tiene una superficie total de 2.45 km², de la cual 2.45 km² corresponden a tierra firme y (0%) 0 km² es agua.

## Demografía
Según el censo de 2010, había 869 personas residiendo en Smithfield. La densidad de población era de 355,05 hab./km². De los 869 habitantes, Smithfield estaba compuesto por el 86.65% blancos, el 11.28% eran afroamericanos, el 0% eran amerindios, el 0% eran asiáticos, el 0.12% eran isleños del Pacífico, el 0.35% eran de otras razas y el 1.61% pertenecían a dos o más razas. Del total de la población el 1.15% eran hispanos o latinos de cualquier raza.